# Borkowszczyzna (rejon miadzielski)
Borkowszczyzna (biał. Баркоўшчына; ros. Борковщина) – wieś na Białorusi, w obwodzie mińskim, w rejonie miadzielskim, w sielsowiecie Budsław.

## Historia
W czasach zaborów w granicach Imperium Rosyjskiego.
W latach 1921–1945 wieś, folwark i koszarka kolejowa leżała w Polsce, w województwie nowogródzkim (od 1926 w województwie wileńskim), w powiecie duniłowickim (od 1926 w powiecie wilejskim), w gminie Budsław.
Według Powszechnego Spisu Ludności z 1921 roku zamieszkiwało
- wieś – 112 osób, 101 było wyznania rzymskokatolickiego, 4 prawosławnego, a 7 mahometańskiego. Jednocześnie 105 mieszkańców zadeklarowało polską przynależność narodową, a 7 białoruską. Było tu 19 budynków mieszkalnych[5]. W 1931 w 22 domach zamieszkiwało 99 osób[6].
- folwark – 13 osób, wszystkie były wyznania rzymskokatolickiego. Jednocześnie 4 mieszkańców zadeklarowało polską przynależność narodową, a 9 białoruską. Był tu 1 budynek mieszkalny[5]. W 1931 w 1 domu zamieszkiwało 7 osób[6].
- koszarka kolejowa – w 1931 w 1 domu zamieszkiwały 4 osoby[6].

Miejscowości należały do parafii rzymskokatolickiej w Budsławiu i prawosławnej w Dołhinowie. Podlegała pod Sąd Grodzki w Krzywiczach i Okręgowy w Wilnie; właściwy urząd pocztowy mieścił się w Budsławiu.